# Schiefhermitesche Matrix
Eine schiefhermitesche Matrix oder antihermitesche Matrix ist ein mathematisches Objekt aus der linearen Algebra. Diese spezielle Art quadratischer Matrizen mit komplexen Koeffizienten wird bei einer Spiegelung der Koeffizienten an der Hauptdiagonalen in ihre adjungierte Matrix bezüglich des komplexen Standardskalarproduktes überführt. Benannt sind diese Matrizen nach dem Mathematiker Charles Hermite.

## Definition
Eine quadratische Matrix {\displaystyle B\in \mathbb {C} ^{n\times n}} heißt schiefhermitesch, wenn sie gleich ihrer negativen Adjungierten ist, das bedeutet
{\displaystyle B=-B^{\mathsf {H}}=-{\overline {B}}^{\mathsf {T}}}.
Für die Einträge einer schiefhermiteschen Matrix gilt also
{\displaystyle b_{jk}=-{\overline {b_{kj}}}}.

## Beispiele
- Die Matrix

{\displaystyle {\begin{pmatrix}3i&2+i\\-2+i&i\end{pmatrix}}}
mit {\displaystyle i^{2}=-1} als der imaginären Einheit ist schiefhermitesch.
- Die {\displaystyle 2\times 2}-Matrizen

{\displaystyle {\begin{pmatrix}i&0\\0&-i\end{pmatrix}}\mapsto \mathrm {i} ,\quad {\begin{pmatrix}0&1\\-1&0\end{pmatrix}}\mapsto \mathrm {j} ,\quad {\begin{pmatrix}0&i\\i&0\end{pmatrix}}\mapsto \mathrm {k} ,}
die sich wie angezeigt auf die quaternionischen Erzeugenden abbilden lassen, sind schiefhermitesch und spurfrei.

## Eigenschaften
- Die Hauptdiagonalelemente sind rein imaginär.
- Der Realteil ist schiefsymmetrisch, der Imaginärteil ist symmetrisch.
- Ist {\displaystyle B} schiefhermitesch, dann ist {\displaystyle iB} hermitesch.
- Die Eigenwerte schiefhermitescher Matrizen sind rein imaginär, die Eigenvektoren bilden ein Orthonormalsystem für die hermitesche Standardform.
- Schiefhermitesche Matrizen lassen sich immer diagonalisieren.
- Im Reellen fallen die Begriffe schiefhermitesch und schiefsymmetrisch zusammen. Reelle schiefsymmetrische Matrizen lassen sich durch reellen Basiswechsel in blockdiagonale Form bringen mit {\displaystyle (2\times 2)}-Blöcken

{\displaystyle {\begin{pmatrix}0&r\\-r&0\end{pmatrix}}\ ,\ r\in \mathbb {R} }.
- Ist {\displaystyle B} schiefhermitesch, dann ist {\displaystyle B^{k}} hermitesch bei geradem {\displaystyle k} und schiefhermitesch bei ungeradem {\displaystyle k}.
- Ist {\displaystyle B} schiefhermitesch, dann ist {\displaystyle e^{B}} unitär.
- Eine beliebige quadratische Matrix {\displaystyle C} kann eindeutig als die Summe einer hermiteschen Matrix {\displaystyle A} und einer schiefhermiteschen Matrix {\displaystyle B} geschrieben werden:

{\displaystyle C=A+B}
mit {\displaystyle A=(C+C^{\mathsf {H}})/2} und {\displaystyle B=(C-C^{\mathsf {H}})/2}.

## Die Lie-Algebra der schiefhermiteschen Matrizen
Der Kommutator schiefhermitescher Matrizen ist wieder schiefhermitesch. Die schiefhermiteschen {\displaystyle (n\times n)}-Matrizen bilden also eine Lie-Algebra, diese wird mit {\displaystyle {\mathfrak {u}}(n)} bezeichnet.
{\displaystyle {\mathfrak {u}}(n)=\left\{X\in \mathrm {Mat} (n,\mathbb {C} )\colon X+{\overline {X}}^{\mathsf {T}}=0\right\}}
ist die Lie-Algebra der Lie-Gruppe der unitären Matrizen
{\displaystyle U(n)=\left\{A\in \mathrm {GL} (n,\mathbb {C} )\colon A{\overline {A}}^{\mathsf {T}}=E_{n}\right\}}.